# Festivali i Këngës 53
Festivali i Këngës 53 (formellt Festivali i 53-të i Këngës në Radio Televizioni Shqiptar på albanska) var den 53:e årliga upplagan av musikfestivalen Festivali i Këngës och hölls i december 2014. Den första semifinalen gick av stapeln 26 december, följt av den andra 27 december. Finalen hölls i Pallati i Kongreseve den 28 december. 26 bidrag deltog där 18 gick till tävlingens final. Tävlingen användes som Albaniens uttagning till Eurovision Song Contest följande vår som den gjort sedan 2003. Detta bekräftade RTSH i oktober efter att falska rapporter menade att detta bekräftades av RTSH i september 2014, vilket inte var fallet.

## Upplägg
I september meddelade RTSH att man startat sökandet av deltagare till tävlingen. Bidrag till tävlingen skulle spelas in och lämnas in vid RTSH-studion i Tirana mellan den 14 och 15 oktober 2014. Därefter kom en jury att välja ut de bidrag som fick delta i tävlingen. I slutet på oktober 2014 bekräftade TV-bolaget RTSH att tävlingen fortsatt kommer att användas som uttagning till Eurovision Song Contest följande vår. I tävlingen deltog totalt 26 bidrag, där 18 av dem gick vidare till finalen från två semifinaler.

### Regler
Sedan tidigare gällde följande regler för deltagande:
1. Låten måste vara fullständig och inspelad på en CD-skiva.
2. Låtens text måste vara färdigställd.
3. Framförande artist måste bifoga bild.
4. Artisterna får enbart delta med ett bidrag per person.
5. Artisten måste vara över 16 år gammal.
6. En kompositör får enbart ha med en låt i tävlingen.
7. En låtskrivare får enbart ha med två låtar i tävlingen.
8. Artisten eller upphovsmannen måste skicka in bidraget mellan den 14 och 15 oktober 2014 till RTSH:s studio i Tirana.

### Personal
Tävlingens artistiska direktör var Shpëtim Saraçi, som innehaft rollen de senaste upplagorna av tävlingen. Festivali i Këngës direktör var Martin Leka, som senast innehade rollen vid Festivali i Këngës 50, 2011. Manusförfattare till tävlingen var Mira Tuçi. Den grupp som valde ut tävlingens 26 bidrag bestod av Edmond Zhulali, Alfred Kaçinari och Shpëtim Saraçi. Deltagarna i detta års upplaga kom från samtliga regioner i området med stora albanska populationer: Albanien, Kosovo och Makedonien.
Det ryktades länge att den kända profilen och programledaren Arbana Osmani skulle leda festivalen, men detta avfärdade hon i slutet på oktober. Istället kom Floriana Garo (programledare för Festivali i Këngës 51), TV-profilen Turjan Hyska och den kosovoalbanska modellen och TV-programledaren Liberta Spahiu att leda programmet. 

### Jury
Juryn bestod detta år av sju medlemmar, fyra män och tre kvinnor. Bland annat innefattade den den tidigare Eurovision-deltagaren Rona Nishliu.
1. Agim Doçi (66 år), låtskrivare som skrivit flera Eurovision-bidrag.
2. Rona Nishliu (28), sångerska, vinnare av Festivali i Këngës 50 och 5:a i Eurovision Song Contest 2012.
3. David Tukiçi (58), sångare och kompositör, vinnare av Festivali i Këngës 1969.
4. Genc Dashi (60), musiker, kompositör och tidigare solist i RTSH:s orkester.
5. Evi Reçi (24), sångerska som deltagit i Kënga Magjike och Top Fest.
6. Alida Hisku (58), sångerska och vinnare av Festivali i Këngës 1974 och 1975.
7. Fatos Baxhaku, journalist, filmmakare och manusförfattare från Kosovo.

## Deltagare
Trots att bidragen ännu inte hade lämnats in och inga deltagare valts ut sade Blerina Braka under en intervju i maj 2014 att hon skulle delta i detta års upplaga av tävlingen. Braka deltog i Festivali i Këngës 52 med låten "Mikja ime" och slutade på 12:e plats. Hon var dock inte en av de slutliga deltagarna. Även sångaren Devis Xherahu har meddelat sin tilltänkta medverkan, liksom även sångerskan och låtskrivaren Ronela Hajati från början ryktades. Hajati själv avfärdade senare detta och Xherahu kom ej att delta. Ronela Hajati medverkade istället som låtskrivare till låten "Ti s'më njeh" av Erga Halilaj. Även den kosovoalbanska sångerskan Arta Bajrami och Top Fest-vinnaren Elhaida Dani hade meddelat att de ville delta i tävlingen. I slutet på oktober meddelade RTSH att man mottagit omkring 50 bidrag till detta års upplaga av tävlingen. Av dessa valdes ursprungligen 28 ut till tävlan, som i december krymptes till 26 efter att Kozma Dushi, Besa Krasniqi och Andos hoppat av medan Estela Brahimllari ersatt. Efter en lång period av rykten stod det klart att 26 artister kom att delta i detta års upplaga:
I detta års upplaga deltog personer från ett flertal länder med albansk befolkning: Albanien, Kosovo och Makedonien. Besa Krasniqi skulle ha blivit första svenska sångerska att delta i Festivali i Këngës, men när semifinalisterna presenterades i december 2014 fanns hon inte med på listan.
| Artist                               | Låt                         | Översättning           | Text / Musik                                  |
| ------------------------------------ | --------------------------- | ---------------------- | --------------------------------------------- |
| Altin Goçi                           | "Rock dhe për gjithë jetën" | Rock för hela mitt liv | Klodi Shehu / Altin Goçi                      |
| Agim Poshka                          | "Në rrugën tonë"            | På vår gata            | Olsa Poshka / Agim Poshka                     |
| Ana Gramo                            | "Në koma"                   | I koma                 | Ida Nurçe / Genti Lako                        |
| Aurora                               | "Maria"                     | –                      | Aurora                                        |
| / Besiana Mehmeti och Shkodran Tolaj | "Kështjella"                | Slott                  | Pandi Laço / Adrian Hila                      |
| Bojken Lako Band                     | "Të ndjëj"                  | Jag känner dig         | Bojken Lako                                   |
| Elhaida Dani                         | "Diell"                     | Sol                    | Viola Trebicka & Sokol Marsi / Aldo Shllaku   |
| Emi Bogdo                            | "Një femër"                 | En kvinna              | Florian Zyka / Lambert Jorganxhi              |
| Enver Petrovci                       | "Të vranë bukuri"           | Förstörde din skönhet  | Enver Petrovci                                |
| Erga Halilaj                         | "Ti s'më njeh"              | Du känner inte mig     | Ronela Hajati / Kristi Popa                   |
| Estela Brahimllari                   | "Kjo natë"                  | Denna natten           | Edmond Veizaj                                 |
| / Florent Abrashi och Sigi Bastri    | "Eklips mbi oqean"          | Eklips över havet      | Florent Abrashi / Sokol Marsi                 |
| Gjergj Leka                          | "Himn"                      | Hymn                   | Zhuliana Jorganxhi / Gjergj Leka              |
| Jozefina Simoni                      | "Mendje trazi"              | Sinnesförvirring       | Eda Sejko / Bledar Sejko & Markeljan Kapedani |
| Julian Gjojdeshi                     | "Himn jetës"                | Livets hymn            | Fatos Arapi / Vasil S. Tole                   |
| Kelly                                | "Nesë ti do"                | Om du vill             | Kelly                                         |
| Klajdi Musabelliu                    | "Vetëm të ti bësoj"         | Jag tror bara på dig   | Jorgo Papingji / Klajdi Musabelliu            |
| Lindita Halimi                       | "S'të fal"                  | Jag förlåter inte      | Linda Halimi / Zzap & Chris                   |
| Marsela Çibukaj                      | "Sëmuj"                     | Sjukdom                | Gert Druga / Olsa Toqi                        |
| Mjellma Berisha                      | "Sot jetoj"                 | Jag lever idag         | Enis Mullaj                                   |
| Rezarta Smaja                        | "Më rrëmbe"                 | Fängsla mig            | Dr. Flori / Klodian Qafoku                    |
| Revolt Klan                          | "Më mungon"                 | Jag saknar dig         | Febi Shkurti / Bruno Pollogati                |
| Sajmir Braho                         | "Kristal"                   | Kristall               | Sajmir Braho                                  |
| Offchestra                           | "Bajram"                    | Eid                    | Offchestra / Faruk Banjska                    |
| Venera Lumani                        | "Dua të jetoj"              | Jag vill leva          | Big Basta / Endrit Shani                      |
| Xhejn & Enxhi Kumrija                | "Njëri"                     | En                     | Xhejn Kumrija / Xhejn & Enxhi Kumrija         |

### Tillbakadragna bidrag
| Artist        | Låt                    | Översättning               | Text / Musik                     |
| ------------- | ---------------------- | -------------------------- | -------------------------------- |
| Andos Sinani  | "Më shiko drejt në sy" | Titta mig rätt in i ögonen | Andos Sinani                     |
| Besa Krasniqi | "Koha kalon"           | Tiden flyger förbi         | Besa Krasniqi                    |
| Kozma Dushi   | "Kënga jeta jonë"      | Sången, vårt liv           | Ylli Mestani / Enver Shëngjergji |

### Återkommande artister
Ett stort antal av deltagarna i detta års upplaga hade tidigare erfarenheter av deltagande i Festivali i Këngës sedan den blev landets uttagning till Eurovision Song Contest år 2003. Den deltagare i detta års tävling som deltagit flest gånger, samt med dittills bästa resultat var Sajmir Braho som på 6 tidigare försök sedan år 2003 slutat trea vid de tre senaste tillfällena, senast 2013. Även Agim Poshka hade deltagit flera gånger (5 försök sedan 2003). Elhaida Dani, vinnare av Top Fest och The Voice of Italy, återvände till tävlingen som en av favoriterna till segern. Två deltagare hade deltagit i tävlingen flera år i rad: Rezarta Smaja (2012, 2013) och Xhejn & Enxhi Kumrija (2012, 2013). Marsela Çibukaj var den enda av de återkommande artisterna i detta års upplaga som inte har tagit sig till tävlingens final då hon slogs ut i semifinalen 2012.
Ett ytterligare antal kända namn gjorde ett nytt försök att vinna tävlingen detta år som Lindita Halimi, Bojken Lako och Venera Lumani.
| Artist                | Tidigare år                        | Placering (Vid tidigare tillfällen) | Placering (2014) |
| --------------------- | ---------------------------------- | ----------------------------------- | ---------------- |
| Altin Goçi            | 2011                               | 5                                   | 14               |
| Agim Poshka           | 2004, 2005, 2007, 2008, 2010       | UT, opl., 12, 13, UT                | 16               |
| Bojken Lako           | 2009, 2011, 2012                   | 6, 10, 8                            | 2                |
| Besiana Mehmeti       | 2004, 2006, 2007, 2013             | UT, 15, UT, 13                      | 4                |
| Elhaida Dani          | 2011                               | 14                                  | 1                |
| Emi Bogdo             | 2008, 2010                         | 17, UT                              | 10               |
| Erga Halilaj          | 2008, 2009                         | 11, 12                              | 11               |
| Kelly                 | 2011                               | 12                                  | UT               |
| Klajdi Musabelliu     | 2003, 2004, 2010                   | opl., opl., UT                      | 16               |
| Lindita Halimi        | 2009                               | 12                                  | 3                |
| Marsela Çibukaj       | 2012                               | UT                                  | 5                |
| Rezarta Smaja         | 2012, 2013                         | 7, 7                                | 7                |
| Sajmir Braho          | 2003, 2004, 2006, 2010, 2011, 2013 | UT, opl., 13, 3, 3, 3               | 15               |
| Shkodran Tolaj        | 2013                               | 13                                  | 4                |
| Venera Lumani         | 2013                               | 4                                   | 9                |
| Xhejn & Enxhi Kumrija | 2012, 2013                         | 13, 6                               | UT               |

## Semifinaler
Lottningen till semifinalerna hölls i början på december 2014 av RTSH. Där lottades 13 sångare till den första och 13 till den andra.

### Semifinal 1
I denna semifinal togs Estela Brahimllari i december 2014 in som tävlande efter att Besa Krasniqis medverkan ställts in. Semifinalen hölls 26 december i Pallati i Kongreseve. 13 bidrag deltog och tävlade om 9 platser till finalen. Röstningen skedde genom enbart juryröstning och i semifinalen sker den slutet. Semifinalen sändes på RTSH, RTSH HD, Radio Televizioni i Kosovës (RTK) och på Radio Tirana. Mellanakten bestod av sångaren Redon Makashi och tävlingen leddes av Floriana Garo, Turjan Hyska och Liberta Spahiu.
| Nr | Artist                           | Låt                 | Resultat |
| -- | -------------------------------- | ------------------- | -------- |
| 1  | Enver Petrovci                   | "Të vranë bukuri"   | Vidare   |
| 2  | Revolt Klan                      | "Më mungon"         | Utslagen |
| 3  | Julian Gjojdeshi                 | "Himn jetës"        | Utslagen |
| 4  | Sigi Bastri & Florent Abrashi    | "Eklips mbi oqean"  | Utslagen |
| 5  | Marsela Çibukaj                  | "S'muj"             | Vidare   |
| 6  | Sajmir Braho                     | "Kristal"           | Vidare   |
| 7  | Klajdi Musabelliu                | "Vetëm të ti bësoj" | Vidare   |
| 8  | Erga Halilaj                     | "Ti s'më njeh"      | Vidare   |
| 9  | Besiana Mehmeti & Shkodran Tolaj | "Kështjella"        | Vidare   |
| 10 | Estela Brahimllari               | "Kjo natë"          | Vidare   |
| 11 | Lindita Halimi                   | "S'të fal"          | Vidare   |
| 12 | Offchestra                       | "Bajram"            | Utslagna |
| 13 | Venera Lumani                    | "Dua të jetoj"      | Vidare   |

### Semifinal 2
Semifinalen hölls 27 december i Pallati i Kongreseve. 13 bidrag deltog och tävlade om 9 platser till finalen. Röstningen skedde genom enbart juryröstning och i semifinalen sker den slutet. Semifinalen sändes på RTSH, RTSH HD, Radio Televizioni i Kosovës (RTK) och på Radio Tirana.
Mellanakten bestod av sångerskan Aurela Gaçe som bland annat framförde "Fati ynë shpresë dhe marrëzi". Tävlingen leddes av Floriana Garo, Turjan Hyska och Liberta Spahiu.
| Nr | Artist                | Låt                         | Resultat |
| -- | --------------------- | --------------------------- | -------- |
| 1  | Jozefina Simoni       | "Mendje trazi"              | Vidare   |
| 2  | Altin Goçi            | "Rock dhe për gjithë jetën" | Vidare   |
| 3  | Bojken Lako Band      | "Të ndjëj"                  | Vidare   |
| 4  | Elhaida Dani          | "Diell"                     | Vidare   |
| 5  | Kelly                 | "Nesë ti do"                | Utslagen |
| 6  | Rezarta Smaja         | "Më rrëmbe"                 | Vidare   |
| 7  | Aurora                | "Maria"                     | Utslagen |
| 8  | Ana Gramo             | "Në koma"                   | Utslagen |
| 9  | Mjellma Berisha       | "Sot jetoj"                 | Vidare   |
| 10 | Emi Bogdo             | "Një femër"                 | Vidare   |
| 11 | Agim Poshka           | "Në rrugën tonë"            | Vidare   |
| 12 | Xhejn & Enxhi Kumrija | "Njëri"                     | Utslagen |
| 13 | Gjergj Leka           | "Himn"                      | Vidare   |

## Final
Finalen går av stapeln söndag 28 december 2014 i Pallati i Kongreseve i centrala Tirana. I finalen deltar de 18 bidrag som tog sig vidare från semifinalerna. Finalen leds likt semifinalerna av Floriana Garo, Turjan Hyska och Liberta Spahiu. Ursprungligen var Conchita Wurst inbjuden att agera mellanakt i finalen, men ersattes därefter av den tidigare Eurovision-vinnaren Alexander Rybak som vann 2009. Samma dag som finalen meddelade Rybak att han ställde in sin medverkan. Istället agerade jurymedlemmarna Genc Dashi och Rona Nishliu mellanakt där Dashi gjorde ett gitarr-solonummer och Nishliu framförde den bortgångne albanska sångerskan Vaçe Zelas kända låt "Jeho".
Finalen sändes på RTSH, RTSH HD, Radio Televizioni i Kosovës (RTK) och på Radio Tirana. Dessutom sändes en livesändning på festivalens officiella hemsida, samt på EBU:s hemsida.
| Nr | Artist                           | Låt                     | A. Doçi | D. Tukiçi | A. Hisku | R. Nishliu | E. Reçi | G. Dashi | F. Baxhaku | Poäng | Plats |
| -- | -------------------------------- | ----------------------- | ------- | --------- | -------- | ---------- | ------- | -------- | ---------- | ----- | ----- |
| 1  | Besiana Mehmeti & Shkodran Tolaj | "Kështjella"            | –       | 8         | 6        | 1          | –       | 8        | 8          | 31    | 4     |
| 2  | Bojken Lako Band                 | "Të ndjëj"              | 8       | 5         | 7        | 10         | 10      | 10       | 12         | 62    | 2     |
| 3  | Emi Bogdo                        | "Një femër"             | 4       | 2         | 3        | 2          | –       | 3        | 5          | 18    | 10    |
| 4  | Lindita Halimi                   | "S’të fal"              | 7       | 10        | 8        | 8          | 8       | 4        | –          | 45    | 3     |
| 5  | Mjellma Berisha                  | "Sot jetoj"             | 3       | 1         | –        | 3          | 2       | 7        | 6          | 22    | 8     |
| 6  | Enver Petrovci                   | "Të vranë bukuri"       | 6       | –         | 1        | –          | –       | –        | 2          | 12    | 13    |
| 7  | Erga Halilaj                     | "Ti s'më njeh"          | –       | 6         | 4        | –          | 5       | –        | –          | 15    | 11    |
| 8  | Rezarta Smaja                    | "Më rrëmbe"             | 5       | –         | 2        | 6          | 4       | 5        | 1          | 23    | 7     |
| 9  | Jozefina Simoni                  | "Mendje trazi"          | 2       | 3         | –        | 4          | 3       | –        | –          | 12    | 12    |
| 10 | Venera Lumani                    | "Dua të jetoj"          | 1       | –         | –        | 7          | 6       | 6        | –          | 20    | 9     |
| 11 | Altin Goci                       | "Rock për gjithë jetën" | –       | –         | –        | –          | 1       | 1        | 7          | 9     | 14    |
| 12 | Gjergj Leka                      | "Himn"                  | 10      | 4         | 10       | –          | –       | –        | –          | 24    | 6     |
| 13 | Klajdi Musabelliu                | "Vetëm te ti besoj"     | –       | –         | –        | –          | –       | –        | –          | 0     | 18    |
| 14 | Sajmir Braho                     | "Kristal"               | –       | –         | –        | –          | –       | –        | 3          | 3     | 15    |
| 15 | Estela Brahimllari               | "Kjo natë"              | –       | –         | –        | –          | –       | –        | –          | 0     | 18    |
| 16 | Marsela Çibukaj                  | "S'muj"                 | –       | 7         | 5        | 5          | 7       | –        | 4          | 28    | 5     |
| 17 | Agim Poshka                      | "Në rrugën tonë"        | –       | –         | –        | –          | –       | –        | –          | 0     | 18    |
| 18 | Elhaida Dani                     | "Diell"                 | 12      | 12        | 12       | 12         | 12      | 12       | 10         | 82    | 1     |

## Kontroverser

### Besiana Mehmeti och tävlingsledningen
Detta års upplaga kantades av ett antal konflikter. Innan tävlingens final gick av stapeln gick sångerskan Besiana Mehmeti, som skulle delta i finalen tillsammans med sin man Shkodran Tolaj och med låten "Kështjella", ut med att hon blivit "kränkt och hotad" av tävlingsledningen. Hon uppgav att de backstage hade blivit hotade både verbalt och fysiskt av tävlingsledningen, däribland Shpëtim Saraçi och Marjan Deda. Trots att hon uppgav att hon trodde att de skulle bli diskvalificerade till finalen fick de tävla i finalen och slutade på 4:e plats.

### Elhaida Danis låtbyte
I februari 2015 meddelade tävlingens vinnare Elhaida Dani att hon kommer att framföra ett annat bidrag i Eurovision. Detta på grund av att upphovsmannen till "Diell", Aldo Shllaku, inte kom överens med RTSH rörande kontrakt och därav drog tillbaka sitt bidrag från tävlan vilket i sin tur omöjliggjorde det för Dani att delta med det i Eurovision. Händelsen rörde upp starka känslor i Albanien och RTSH:s ledning med Martin Leka i spetsen fick motta anklagelser om att vara en maffia inom albansk musik. Bland annat skrev sångerskan Orgesa Zaimi att "Mafia e muzikes shqiptare ekziston..." vilket kan översättas till "Maffian inom albansk musik existerar...". "Diell" ersattes med "I'm Alive" som skrivs av Sokol Marsi med musik av den framgångsrika kosovanska producentduon Zzap & Chriss.